# Otto Preuß (Bibliothekar)

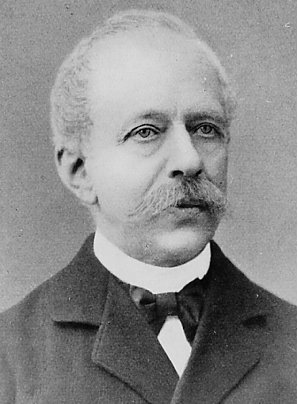
Otto Preuß

Otto Franz Bernhard Preuß, auch Otto Preuss (* 16. Juli 1816 in Detmold; † 1. Mai 1892 ebenda) war ein deutscher Justizrat, Bibliothekar und Geschichtsforscher.

## Leben
Otto Preuß kam am 16. Juli 1816 als Sohn des Gymnasial-Prorektors Franz Ludwig Preuß zur Welt. Er besuchte das Gymnasium Leopoldinum, das er im Alter von 17 Jahren mit einem ausgezeichneten Reifezeugnis abschloss. Nach dem Rechtsstudium an den Universitäten in Berlin, Heidelberg und Göttingen bestand Preuß am 12. Juli 1837 in Detmold die juristische Prüfung. Er wurde Auditor beim Amt Detmold und war gleichzeitig als Advokat tätig. Ab 1841 arbeitete Preuß an den Obergerichten, zwei Jahre später ernannte man ihn zum Assessor von Justizkanzlei, Kriminalgericht und Hofgericht. 1876 übernahm er die Direktorialgeschäfte des Hofgerichts, 1876 zusätzlich die von Justizkanzlei und Kriminalgericht. Er stieg auf bis zum Geheimen Oberjustizrat und ging als solcher schließlich am 1. Oktober 1879 in den Ruhestand. Otto Preuß starb am 1. Mai 1892 in seiner Heimatstadt Detmold.
Sein privates Interesse galt der – speziell lippischen – Geschichte. Schon während seiner Studienzeit besuchte Preuß geschichtliche und geographische Vorlesungen. In seiner Freizeit widmete er sich zusammen mit seinem Freund, Archivrat August Falkmann, dem Studium der Geschichte des Heimatlandes bis zurück ins frühe Mittelalter. Daraus entstanden von 1860 bis 1868 vier chronologisch geordnete und fachlich erläuterte Veröffentlichungen („Lippische Regesten“), die es in der Form zuvor in Lippe nicht gegeben hatte. Weitere Werke in Buch- und Artikelform folgten in den Jahren bis zu seinem Tod.
Zudem war Otto Preuß vom 12. Dezember 1838 an kommissarischer Leiter der Fürstlichen Landesbibliothek, ein Amt, das er 52 Jahre innehatte. In dieser Zeit hat er den Bücherbestand um rund 30.000 Werke vermehrt und 1886 den Umzug von einem Schlosspavillon in das Palais in der Hornschen Straße miterlebt. In Preuß’ Amtszeit fällt auch die Umwandlung der Bibliothek in eine wissenschaftliche Bibliothek, die heutige Lippische Landesbibliothek.
Am 16. August 1875 war Otto Preuß bei der Einweihung des Hermannsdenkmals, für das er sich lange Jahre eingesetzt hatte, anwesend und durfte im Beisein des Fürsten und von Kaiser Wilhelm I. die Weiherede halten.

## Veröffentlichungen
- Lippische Regesten. Bearb. von Otto Preuß, August Falkmann. 4 Bände. Meyersche Hofbuchhandlung, Detmold/Lemgo 1860–1868 (in Fraktur):
  - Bd. 1: Vom J. 783 bis zum J. 1300. Meyersche Hofbuchhandlung, Lemgo/Detmold 1860, OCLC 753077880, Nr. 1 ff. (Faksimile). In: archive.org, abgerufen am 29. Dezember 2016,
  - Bd. 2: Vom J. 1301 bis zum J. 1400 nebst Nachträgen zum ersten Bande. Meyersche Hofbuchhandlung, Lemgo/Detmold 1863, OCLC 753077869, Nr. 474 ff. („Nr. 474“ in der Snippet-Ansicht in der Google-Buchsuche), abgerufen am 29. Dezember 2016,
  - Bd. 3: Vom J. 1401 bis zum J. 1475 nebst Nachträgen zu den beiden ersten Bänden. Meyersche Hofbuchhandlung, Lemgo/Detmold 1866, OCLC 753077891, Nr. 1492 ff. (Faksimile). In: archive.org, abgerufen am 29. Dezember 2016,
  - Bd. 4: Vom J. 1476 bis zum J. 1536 nebst Nachträgen zu den drei ersten Bänden. Meyersche Hofbuchhandlung, Lemgo/Detmold 1868, OCLC 753077900, Nr. 2497 ff. (Faksimile). In: archive.org, abgerufen am 29. Dezember 2016.
    - Nachdruck der Bde. 1–4: Wenner, Osnabrück 1975, ISBN 3-87898-080-9.
- Die baulichen Alterthümer des Lippischen Landes. Meyersche Hofbuchhandlung, Detmold 1873 (online, 2. Auflage. 1881).
- Die lippischen Familiennamen mit Berücksichtigung der Ortsnamen. 2., umgearbeitete und erweiterte Auflage. H. Denecke, Detmold 1887, OCLC 458153149 (online); die ursprüngliche Fassung unter dem Titel Die lippischen Familiennamen. In: Jahrbuch des Vereins für niederdeutsche Sprachforschung. 9. Jg., 1883, ISSN 0083-5617, S. 1–41 (online).
- Die lippischen Flurnamen. Meyersche Hofbuchhandlung, Detmold 1893 (online).